# Mycale subclavata
Mycale subclavata är en svampdjursart som först beskrevs av James Scott Bowerbank 1866.  Mycale subclavata ingår i släktet Mycale och familjen Mycalidae. Inga underarter finns listade i Catalogue of Life.